# Zarko Jukić
Zarko Jukić (født 28. oktober 1993 i København), er en i Danmark født serbisk basketballspiller som spiller for det danske landshold og har tidligere spillet for Hørsholm 79ers (2011-14), hvorefter han drog til svenske klubber KFUM Nässjö (2014-15) og Norrköping Dolphins (2015-16) og har senest spillet for den spanske klub Ourense Termal (2016-17) 

## Externe henvisninger
- ”När jag sänker honom ska han veta om det” - LT Arkiveret 9. oktober 2014 hos  Wayback Machine

 Der er for få eller ingen kildehenvisninger i denne artikel, hvilket er et problem. Du kan hjælpe ved at angive troværdige kilder til de påstande, som fremføres i artiklen.